# پل جونز (بازیکن فوتبال، زاده ۱۹۸۶)
پل جونز (انگلیسی: Paul Jones؛ زادهٔ ۲۸ ژوئن ۱۹۸۶) بازیکن فوتبال اهل بریتانیا است.
از باشگاه‌هایی که در آن بازی کرده‌است می‌توان به باشگاه فوتبال چارلتون اتلتیک، باشگاه فوتبال اکستر سیتی، باشگاه فوتبال پورتسموث، باشگاه فوتبال پیتربورو یونایتد، باشگاه فوتبال لیتون اورینت، و باشگاه فوتبال کراولی تاون اشاره کرد.